# Куэва-дель-Индио
Куэва-дель-Индио (исп. Cueva del Indio) — пещера в Пуэрто-Рико, в районе Ислоте недалеко от города Аресибо.
Состоит из серого известняка. Внутри пещеры находятся петроглифы в виде различных изображений сделанных руками индейцев Таино, благодаря которым пещера получила свое название. На стенах изображены лица, маски, геометрические узоры, различные животные, некоторые из них символизируют древних богов племени Таино. Так же здесь изображены дети, солнце, эмоции (грусть, радость).
В 1992 году Куэва-дель-Индио получил статус природного заповедника.